# Kefermarkter Flügelaltar

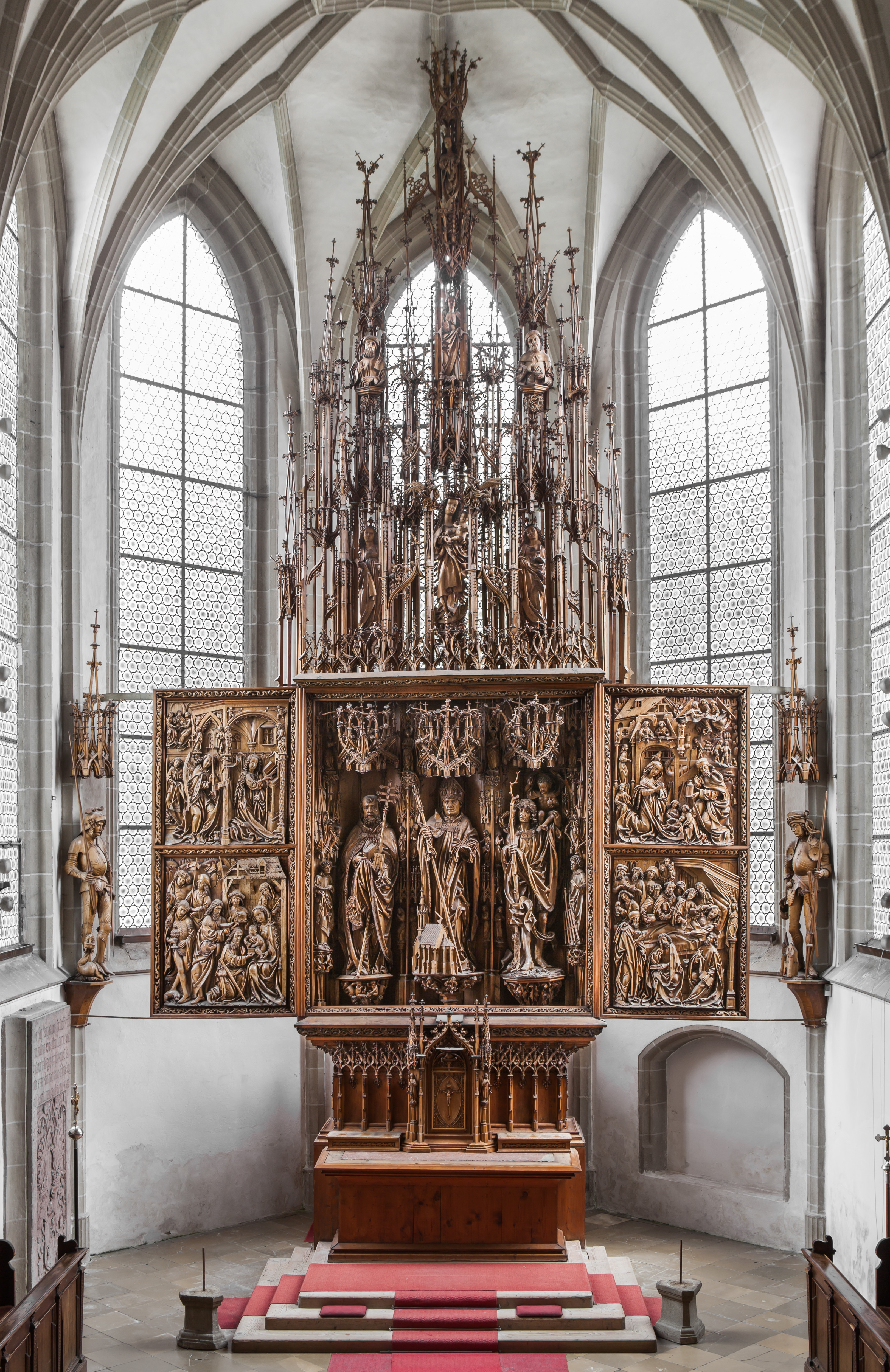
Gotischer Flügelaltar

Der Kefermarkter Flügelaltar wurde zwischen 1490 und 1497 vom namentlich unbekannten Meister des Kefermarkter Altars für die Pfarrkirche Kefermarkt geschaffen. Aufgrund seiner hohen künstlerischen Qualität und Größe kann der Kefermarkter Altar zu den bedeutsamsten Werken spätgotischer Schnitzkunst gezählt werden und bildet eine der Hauptsehenswürdigkeiten der Mühlviertler Marktgemeinde Kefermarkt in der Nähe von Freistadt.

## Geschichte

### Stiftung
Die Entstehung des Kefermarkter Altars ist dem Christoph von Zelking, dem einflussreichen Besitzer der Herrschaft Weinberg, zu verdanken. Als Kaiser Friedrich III. seine Residenz von Wien nach Linz verlegen musste, war Christoph Hauptmann des Machlandviertels. Der Zelkinger musste im Norden die Grenze gegen Böhmen sichern und im Süden die Einfälle der Ungarn abwehren, die von der Tettauer Schanze aus Raubzüge durchführten und 1487 unter anderem Burg Clam belagerten.
Christoph von Zelking hatte von 1470 bis 1476 die Wallfahrtskirche des heiligen Wolfgang errichten lassen. Er hatte 1479 das „Kefferndorf“ zum Markt und 1480 sogar zur Pfarre erheben lassen. Im fortgeschrittenen Alter gab er einen Flügelaltar in Auftrag, der dem Pacher-Altar in St. Wolfgang nicht nachstehen sollte und dessen Finanzierung er am 28. Oktober 1490 testamentarisch absicherte. Für die Bemalung und Vergoldung des Altars stiftete er 400 Gulden und acht Jahre lang die Einkünfte seiner Wachauer Weingärten in den Dörfern Maierhöfen, Bergen und Frainingau im heutigen Gemeindegebiet von Zelking-Matzleinsdorf bei Melk an der Donau. Christoph von Zelking starb 1491 und erlebte die Aufstellung des Altars nicht mehr.

### Barocke Umbauten
Während der Reformationszeit war die Wallfahrt um 1545 eingestellt und das Kirchengebäude ab 1560 weitgehend geschlossen. Der Altar wurde vernachlässigt, es wurde sogar mit Flinten auf Vögel im Gesprenge geschossen, wie die dort eingesammelten Schrotkugeln beweisen.
Erst ab dem Jahr 1667 fanden wieder regelmäßig Gottesdienste in der Pfarrkirche Kefermarkt statt. Mit dem Aufschwung des kirchlichen Lebens wurden unter anderem auch am Flügelaltar größere Umbauten vorgenommen:
- Der Unterbau des Hochaltars wurde wohl 1684[4] durch eine dunkle Bretterwand mit einem schlichten Tabernakel in der Mitte und zwei seitlichen Durchgängen ersetzt.
- Die Altarflügel wurden 1684 in der heutigen Stellung fixiert und die Schreinwächter Georg und Florian darauf montiert.
- Die rückseitige Gestaltung der Altarflügel und die Predella gingen verloren.

Vom barocken Flügelaltar gibt es zwei Zeichnungen:
- Josef Löw fertigte 1837 im Auftrag von Anton von Spaun, dem Gründer des Oberösterreichischen Musealvereines, eine farbige Zeichnung des Altars an. Diese Zeichnung, auf welcher einerseits bunte Schreinfiguren und Flügelbilder und andererseits weiß getünchte Rahmen und Gesprenge zu sehen sind, ist jedoch nicht sehr detailgetreu. Es fehlen beispielsweise die Figuren des Laurentius und Stefanus im Schrein, und im Gesprenge die beiden Büsten.[4]
- Der akademische Maler Carl von Binzer schuf angeregt durch Therese von Thürheim, die einflussreiche Persönlichkeiten für die Restaurierung des Altares zu gewinnen suchte, eine detailgenaue Schwarz-Weiß-Zeichnung im Jahr 1848. Dieses leider unsignierte und undatierte Blatt befindet sich in der Akademie der Bildenden Künste in Wien.[4]

### Restaurierungen 1852–1931
Im 19. Jahrhundert war der mit Leimfarben bestrichene Holzaltar schon sehr stark von Holzwürmern befallen.
In den Jahren 1852 bis 1855 konnte aufgrund der Initiative von Adalbert Stifter (der auch Konservator war) der Flügelaltar gerettet werden. Bei dieser Gelegenheit wurde allerdings einiges von den Bildhauern Johann und Josef Rint aus der Sicht des 19. Jahrhunderts erneuert und verändert. Das Ergebnis, vor allem das Entfernen der Farben (siehe unten Abschnitt „Fassung“), ist umstritten.
Im Jahre 1896 folgte eine weitere Restaurierung, diesmal angeregt von Andreas Reischek, einem aus Kefermarkt stammenden Neuseeland-Forscher.
Nach einem Renovierungsversuch 1904 bemühte sich Hofrat Bolle 1916 bis 1918, dem Holzwurm mit Petroleum beizukommen.
Im Jahr 1929 ging man gegen Holzwürmer mit der damals neuen Methode der Schädlingsbekämpfung durch Zyklon vor. Erst diese Begasung vernichtete den Holzwurm nachhaltig.
Im Anschluss an die Begasung wurde der Altar 1930/31 gründlich renoviert.

### Bergung 1938
Wegen des drohenden Krieges in Folge des Münchner Abkommens wurden Ende September 1938 in einer Blitzaktion die drei Hauptfiguren des Schreins und die beiden unteren Flügelbilder nach Schloss Tillysburg evakuiert. Die oberen Flügelbilder wurden im Pfarrhof verwahrt. Nach Abklingen der Kriegsgefahr beruhigte Landeskonservator Erwin Hainisch die Bevölkerung von Kefermarkt, weil die Figuren nicht rechtzeitig zum Patrozinium am 30. Oktober rückgestellt werden konnten. Am 9. November 1938 erfolgte der Rücktransport auf der Summerauer Bahn, und am 28. November 1938 wurden die Figuren wieder aufgestellt.

### Neuere Geschichte
1959 erfolgte eine weitere größere Konservierung. Damals wurde der Altar gereinigt und imprägniert. Die Fenster im Chor erhielten eine das Holz schonende Neuverglasung.
2004 wurde der Altar gereinigt und versiegelt.

## Beschreibung

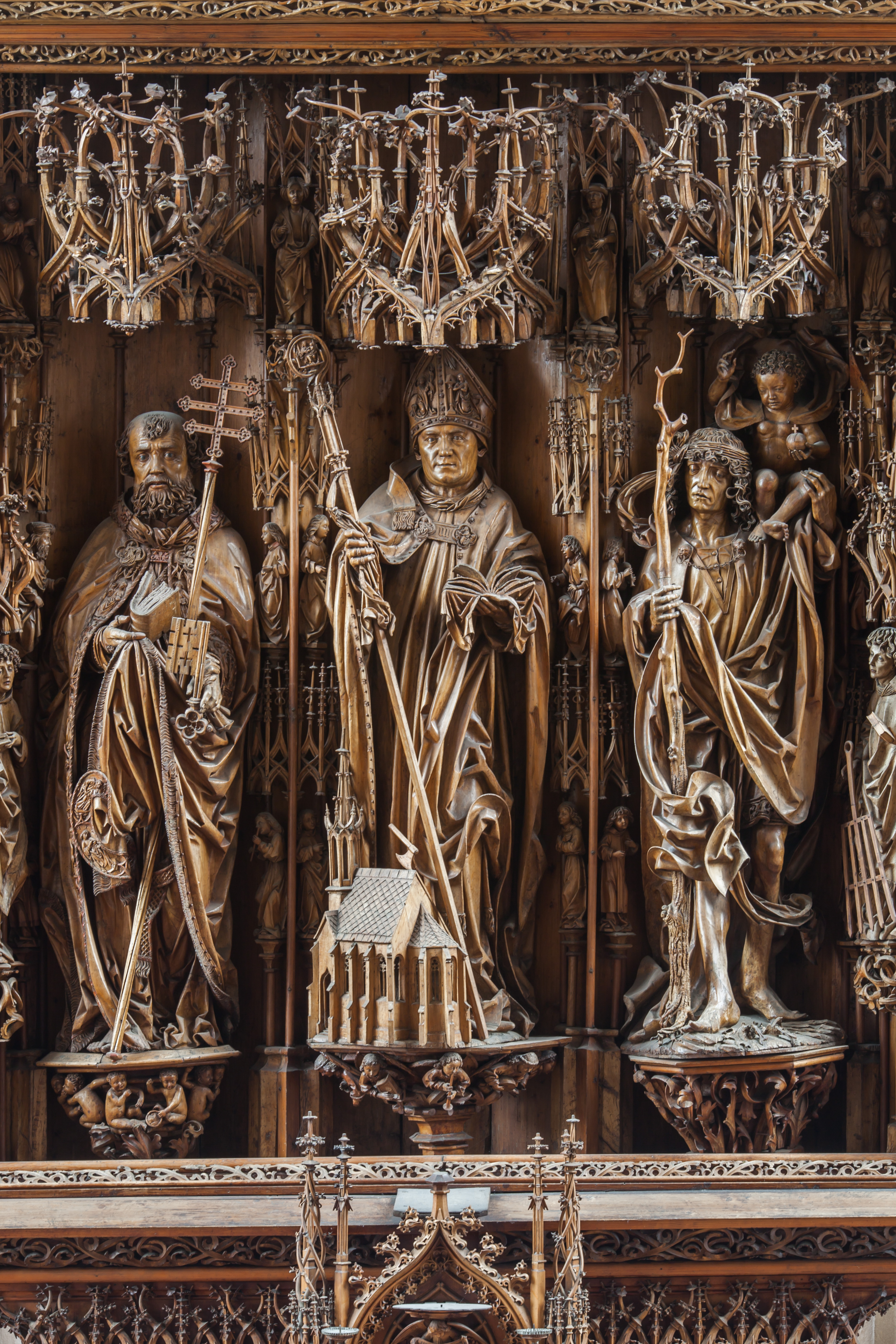
Schreinfiguren des Flügelaltars

### Überblick
Der 6,3 Meter breite Altar ist eines der größten gotischen Schnitzwerke in Europa und übertrifft mit einer Höhe von 13,5 Metern sogar den Krakauer Hochaltar.
Der Altar wurde aus Lindenholz gefertigt und umfasst insgesamt 79 Figuren, 2 Büsten, die Figuren der Untersätze und den Lindwurm des heiligen Georg.

### Aufbau und Gestaltung
Im Mittelteil, dem Schrein des Altars, stehen unterhalb von filigranen Baldachinen drei überlebensgroße Statuen auf reich geschmückten Konsolen:
- Die 2,20 Meter hohe Figur des hl. Wolfgang von Regensburg als Patron der Pfarrkirche nimmt die zentrale Stelle ein. Der in der Vollkraft eines Mannes dargestellte Heilige trägt einen bischöflichen Ornat und am Kopf eine Mitra. Interessanterweise gleichen seine kräftigen Gesichtszüge dem Antlitz am Grabstein des Passauer Weihbischofs Albert Schönhofer. Dieser hatte die Kefermarkter Kirche am 30. Oktober 1476 geweiht und dem Zelkinger Patron vielleicht Künstler aus Passau für weitere Aufträge empfohlen. Zu Wolfgangs Füßen steht eine kleine Kirche mit einem Beil auf dem First, das auf die Gründungslegende von St. Wolfgang verweist. Der Heilige steht auf einer Konsole mit singenden und musizierenden Engeln.
- Der vollbärtige, leicht kahlköpfige, 1,96 Meter hohe Simon Petrus ist links im Schrein zu sehen. In der linken Hand hält er eine Bibel und in der rechten Hand ein Papstkreuz und einen großen Schlüssel. An der Konsole spielen und balgen Putten.
- Der 1,90 Meter große hl. Christophorus ist der Namenspatron des Stifters. Der von Mühe gezeichnete Heilige hält einen knorrigen Wanderstab und trägt das lockenköpfige Jesuskind auf der linken Schulter. Die Figur des Christophorus ist besonders ausdrucksstark und wird von vielen als Glanzleistung des Meisters und Hauptwerk des Altars angesehen.[9]

An den Rändern des Schreins sind zwei kleinere Figuren zu sehen:
- Der hl. Stephanus ist der Patron der zuständigen Diözese Passau und des Doms in Passau. Die Figur ist als Diakon gekleidet und trägt ein Buch sowie als Sinnbild für seine Todesart mehrere Steine.
- Der hl. Laurentius ist rechts mit Buch und Rost zu sehen. Diese Statue wurde im Oktober 1923 aus der Kirche gestohlen, wenige Tage später aber in Salzburg bei einem Antiquitätenhändler entdeckt und zurückgebracht, und der Täter konnte im November 1923 in Innsbruck verhaftet werden.[10]

Auf den beiden fixierten Flügeln mit jeweils zwei Reliefbildern sind Szenen aus dem Leben Marias dargestellt:
- Auf der linken oberen Tafel ist die Verkündigung des Engels mit 12 Figuren dargestellt.
- Darunter ist die Anbetung der heiligen drei Könige mit 9 Figuren zu sehen. Möglicherweise tragen die anbetenden Könige und ihr Begleiter Züge des Stifters Christoph von Zelking und seiner Söhne. Rätselhaft sind dabei die Schriftzeichen an den Ärmeln und am Kleidersaum des äußeren Königs. Die Zeichenfolgen werden zusammengesetzt meist als „XIPKMV GENTOV 1 WEHI OMTAN“ gelesen. Von den zahlreichen Enträtselungsversuchen sind jene am plausibelsten, die ein Monogramm, eine Jahreszahl und das Wort „Weihmonat“ herauslesen. „MV CENTOV“ könnte gemäß Römische Zahlschrift das Jahr 1495 ergeben (M = 1000, V CENT = 5x 100, 0V für „minus 5“). Andererseits wurden „PKM“ bzw. „PK“ als Monogramm des Meisters gedeutet und könnten auf Mitglieder der Künstlerfamilie Kriechbaum hinweisen.
- Rechts oben befindet sich die Geburt Christi mit 13 Figuren (ohne die Hirten im Hintergründe)
- Der Tod Mariens ist rechts unten mit 15 Figuren zu sehen. Die Darstellung des Petrus ähnelt dabei jener im Hauptschrein.

Die Rahmen der Reliefbilder sind mit Ornamenten bedeckt.

Detailansichten
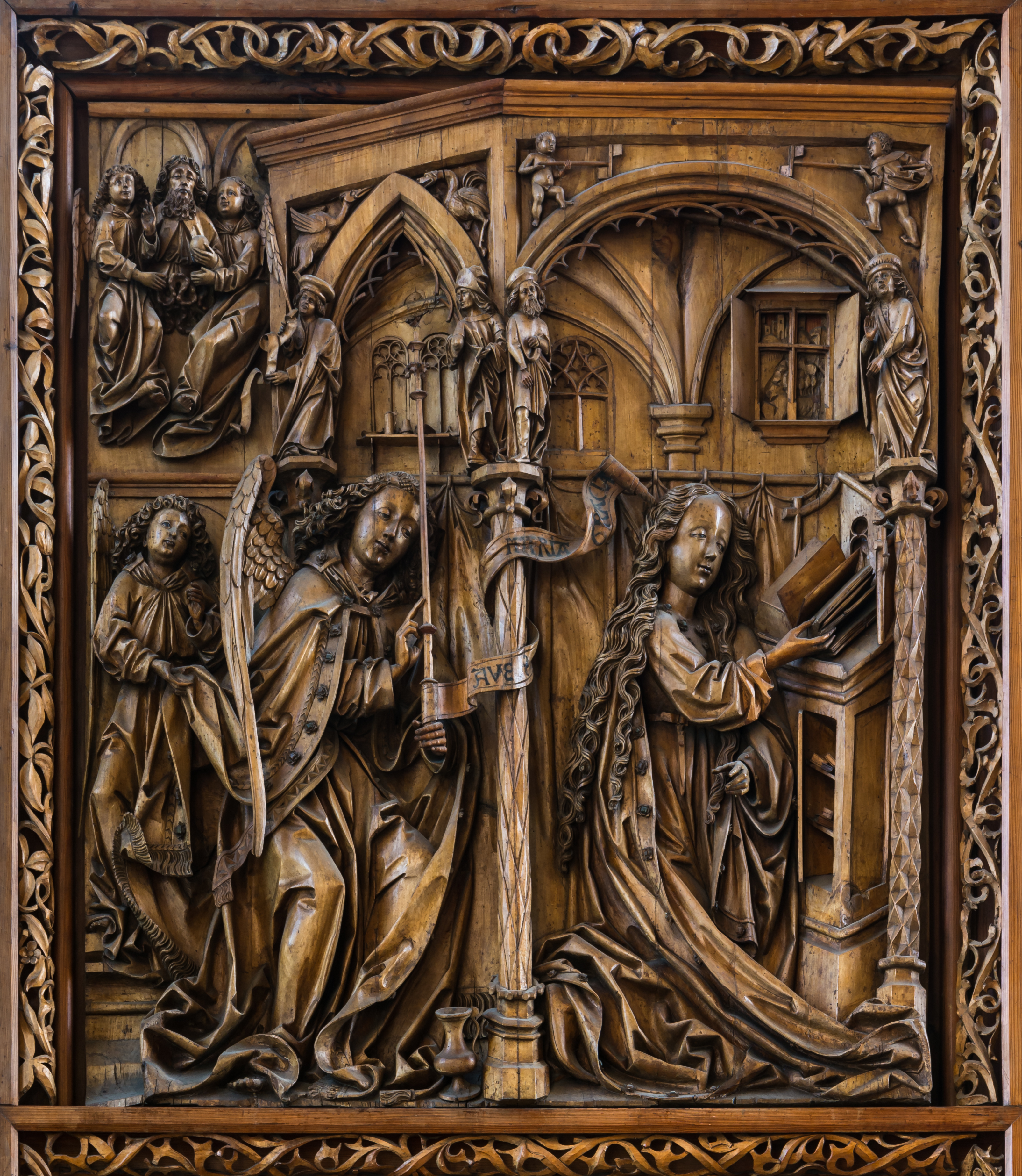
Linker Flügel (oben): Verkündigung
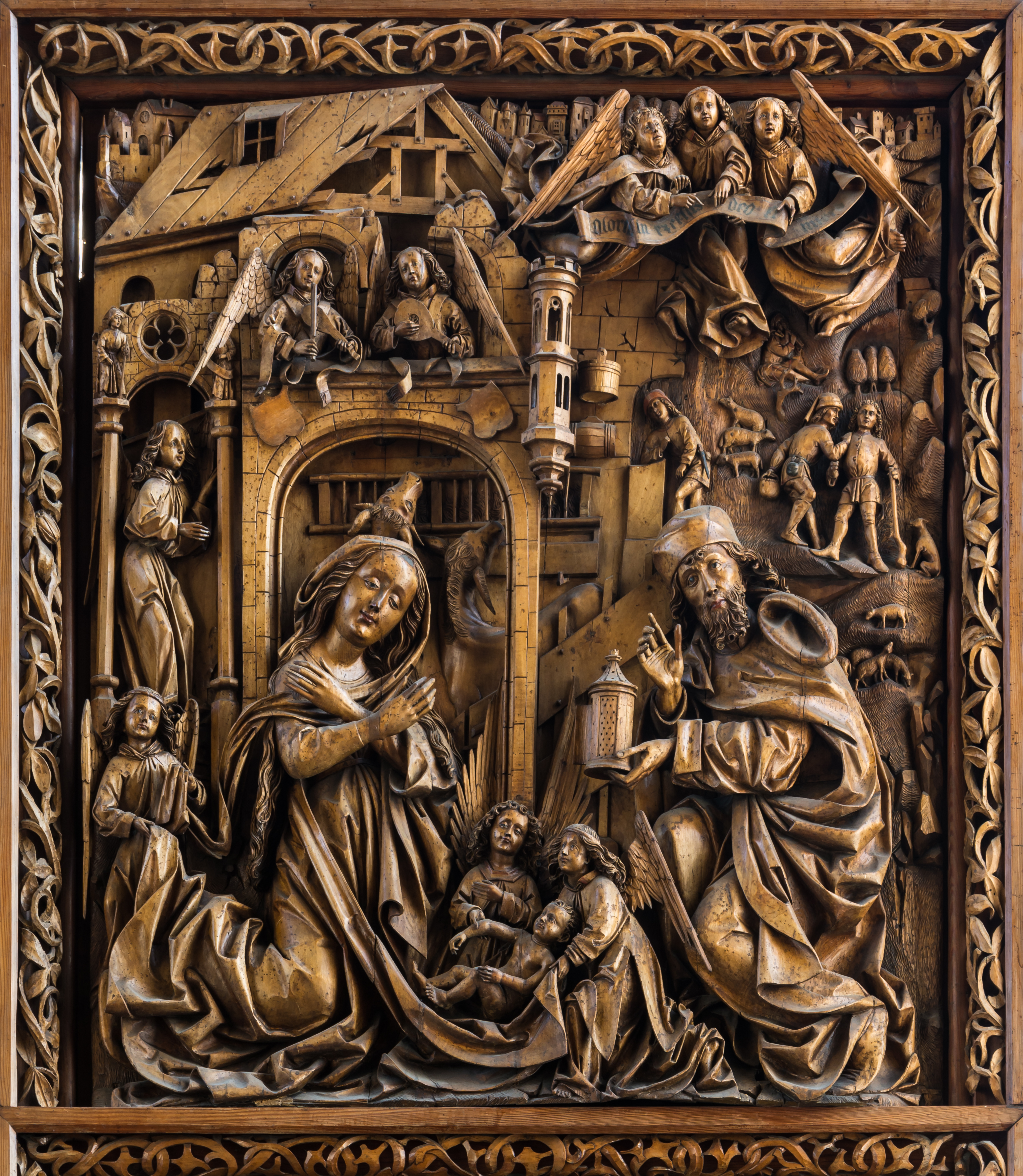
Rechter Flügel (oben): Geburt Christi
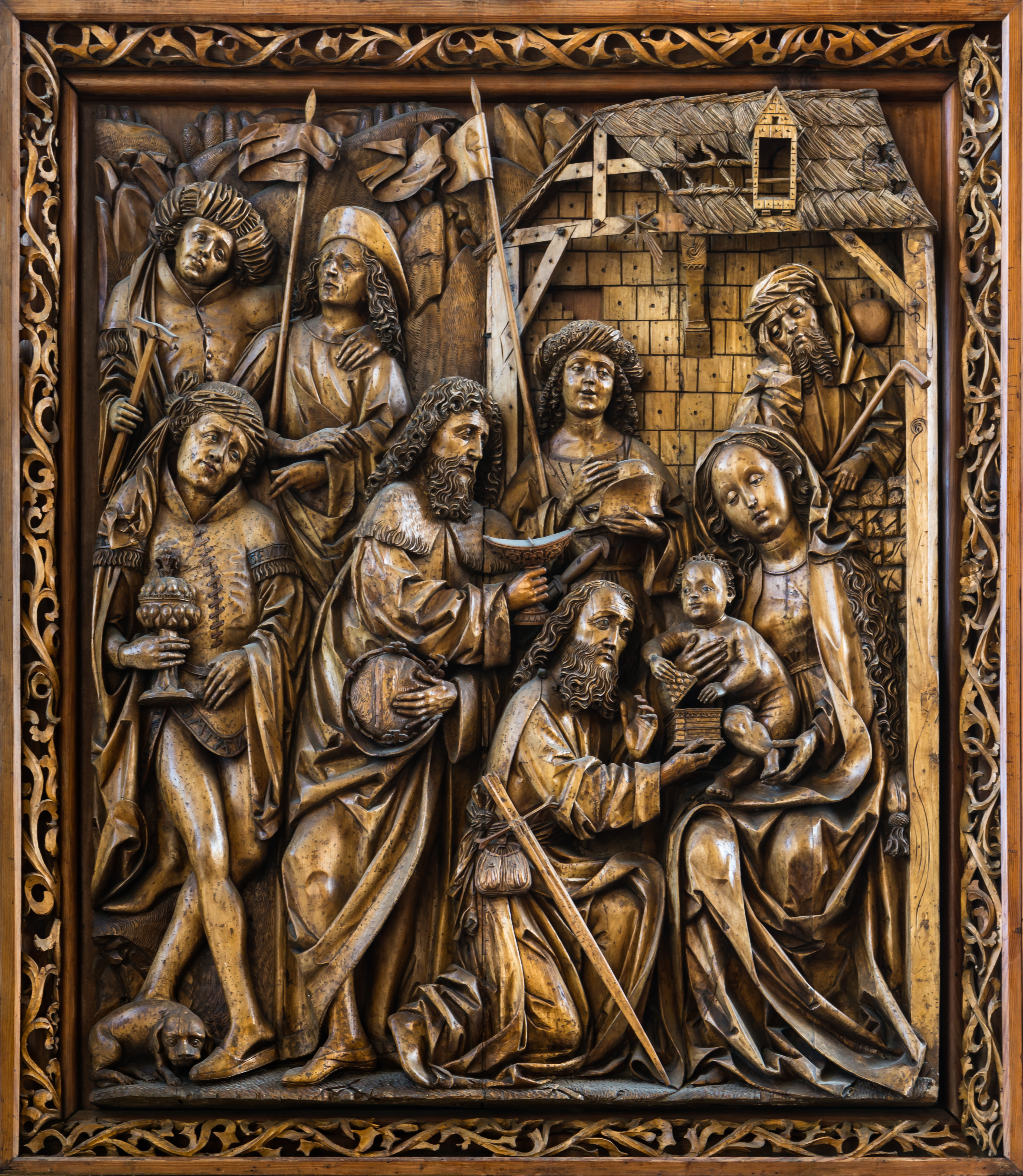
Linker Flügel (unten): Anbetung der Könige
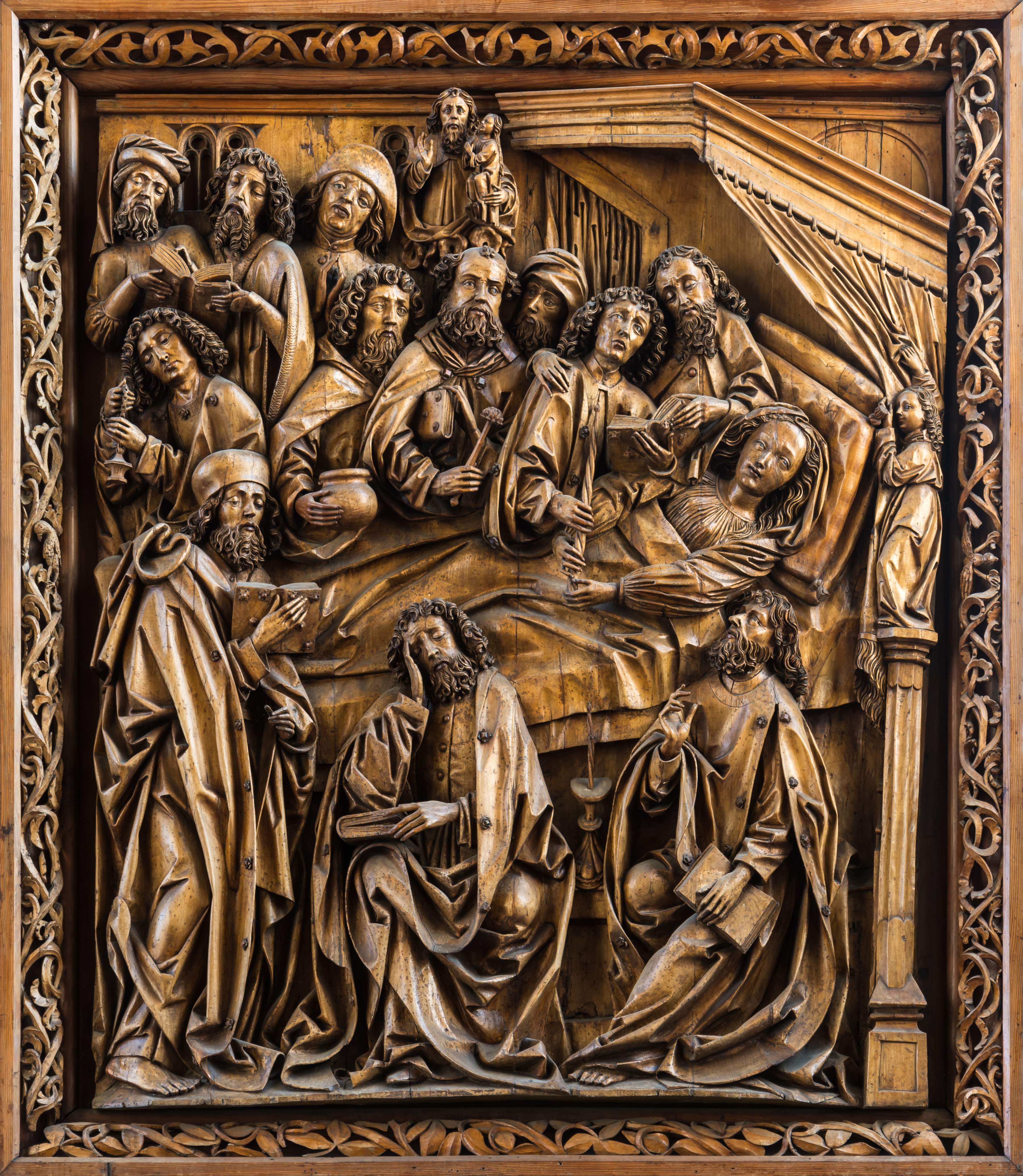
Rechter Flügel (unten): Marientod

Das Gesprenge setzt sich aus 11 filigranen, reich geschmückten Türmchen zusammen.
An Figuren finden sich zuunterst Maria, die Heilige Katharina von Alexandrien und die Heilige Barbara von Nikomedien. In der Ebene darüber wird die Heilige Agnes von Rom von zwei Prophetenbüsten flankiert. Zuoberst ist die Heilige Helena dargestellt. In den sorgfältig ausgeführten Details tragen keine zwei Figuren die gleiche Kleidung, auch ihre Geräte sind mustergültig ausgeführt.
Die beiden Schreinwächter, die in der Barockzeit auf den Flügeln fixiert worden waren, gingen auch schon auf Reisen. Sie wurden nämlich auf Kunstausstellungen in Linz und Amsterdam ausgestellt.

### Fassung
Christoph von Zelking verfügte 1490 in seinem Testament eine Fassung des Altars, wie er sie wohl am großteils vergoldeten Pacher-Altar in St. Wolfgang im Salzkammergut gesehen hatte. Umstritten ist, ob und in welchem Ausmaß der Wille des Kirchenstifters Ende des 15. Jahrhunderts ausgeführt wurde.
Adalbert Stifter beschreibt, dass er die Figur des hl. Wolfgang vergoldet vorfand. Das Gesicht war rot und weiß angemalt und mit einem kurzrasierten blauen Bart versehen. Das Kissen unter dem Haupt der sterbenden Maria war nach Art der damals im Mühlviertel gebräuchlichen Bettüberzüge blau-weiß-gestreift angemalt. Die Rahmen und Ornamente waren mit weißer Leimfarbe angestrichen und so verklebt, dass die Feinheit des Holzschnittes nicht mehr zu sehen war. Während der von Stifter geleiteten Renovierung wurden im Jahr 1852 die  Bemalungen bzw. barocken Übermalungen des Altars gründlich entfernt. Nur noch an wenigen Stellen sind eine Grundierung und eine farbige Fassung erkennbar, wie an der Unterseite eines Buchdeckels der Laurentiusfigur. Sichere alte Fassungsreste haben sich nur in dem Kirchlein, das dem hl. Wolfgang als Attribut beigegeben ist, erhalten.
Die Meinungen der Experten zur Fassung des Altars gehen nach wie vor weit auseinander. Einerseits wird argumentiert, der Altar sei trotz des Testaments des Christoph von Zelking, der ihn bemalt haben wollte, und trotz der 1852 vorhandenen Vergoldung ursprünglich nicht gefasst gewesen. Andererseits gehen viele Experten von einer anfänglichen Fassung oder zumindest Teilfassung des Kefermarkter Flügelaltars aus.

## Offene Fragen
Die großen ungeklärten Fragen beim Kefermarkter Hochaltar sind:
- War der Altar ursprünglich teilweise oder ganz vergoldet und bemalt?
- Welcher Meister mit seiner Werkstätte hat den Flügelaltar geschaffen?
- Was bedeutet die Vexierschrift am Kleidersaum des Anbetenden und kann sie einen Hinweis auf den Meister des Kefermarkter Altars geben?

## Rezeption
In seinem Roman Der Nachsommer beschreibt Adalbert Stifter den Altar (dort heißt er „Kerberger Altar“).